# Grindu, Tulcea
Grindu là một xã thuộc hạt Tulcea, România. Dân số thời điểm năm 2002 là 1584 người.